# Horacio Calcaterra
Pour les articles homonymes, voir Calcaterra.
Horacio Martín Calcaterra Thomas, né à Correa dans la province de Santa Fe en Argentine le 22 février 1989, est un footballeur argentin naturalisé péruvien. Il joue au poste de milieu de terrain.

## Carrière

### En club
Horacio Calcaterra commence sa carrière en Argentine à Rosario Central en 2008. En 2011, il s'expatrie au Pérou afin de jouer pour l'Unión Comercio, puis continue à l'Universitario de Deportes en 2012. 
C'est cependant au sein du Sporting Cristal qu'il se fait un nom en remportant quatre championnats du Pérou en 2014, 2016, 2018 et 2020. Véritable pilier du Sporting Cristal, il joue avec ce dernier club neuf éditions de la Copa Libertadores (40 matchs, un but) ainsi que trois éditions de la Copa Sudamericana (10 matchs, un but),.
Après 10 saisons passées au Sporting Cristal, il revient à l'Universitario de Deportes en 2023. Il y obtient son cinquième championnat personnel cette même année qui plus est en marquant lors de la finale retour contre l'Alianza Lima.

### En équipe nationale
Naturalisé péruvien, Horacio Calcaterra est international péruvien depuis 2018. Avec 10 matchs joués en équipe du Pérou, il participe notamment à quatre rencontres comptant pour les qualifications à la Coupe du monde 2022.

## Statistiques

### En sélection nationale
| Saison                | Sélection             | Phases finales        | Phases finales | Phases finales | Phases finales | Éliminatoires CDM | Éliminatoires CDM | Éliminatoires CDM | Matchs amicaux | Matchs amicaux | Matchs amicaux | Total | Total | Total |
| Saison                | Sélection             | Compétition           | M              | B              | Pd             | M                 | B                 | Pd                | M              | B              | Pd             | M     | B     | Pd    |
| --------------------- | --------------------- | --------------------- | -------------- | -------------- | -------------- | ----------------- | ----------------- | ----------------- | -------------- | -------------- | -------------- | ----- | ----- | ----- |
| 2018-2019             | Pérou                 | Copa América 2019     | -              | -              | -              | -                 | -                 | -                 | 4              | 0              | 0              | 4     | 0     | 0     |
| 2020-2021             | Pérou                 | Copa América 2021 4e  | -              | -              | -              | 1                 | 0                 | 0                 | -              | -              | -              | 1     | 0     | 0     |
| 2021-2022             | Pérou                 | -                     | -              | -              | -              | 3                 | 0                 | 0                 | 2              | 0              | 0              | 5     | 0     | 0     |
| 2024-2025             | Pérou                 | -                     | -              | -              | -              | 0                 | 0                 | 0                 | -              | -              | -              | 0     | 0     | 0     |
| Total sur la carrière | Total sur la carrière | Total sur la carrière | -              | -              | -              | 4                 | 0                 | 0                 | 6              | 0              | 0              | 10    | 0     | 0     |

## Palmarès
| Sporting Cristal - Championnat du Pérou (4) : - Champion : 2014, 2016, 2018 et 2020. - Vice-champion : 2015 et 2021. - Copa Bicentenario (1) : - Vainqueur : 2021. |  | Universitario de Deportes - Championnat du Pérou (1) : - Champion : 2023. |